# Де Вит, Роб
Роб де Вит (нидерл. Rob de Wit; род. 8 сентября 1963, Утрехт) — нидерландский футболист.

## Биография

### Клубная карьера
Роб де Вит начал свою футбольную карьеру в родном городе Утрехт в клубе «Утрехт». В 1984 году Роб перешёл в амстердамский «Аякс». Роба взяли на место левого атакующего полузащитника, на этой позиции до него выступал датчанин Йеспер Ольсен, ушедший в «Манчестер Юнайтед». В «Аяксе» Роб сразу стал любимцем местной публики, в чемпионате Нидерландов сезонов 1984/1985 и 1985/1986 де Вит регулярно появлялся на поле.
В 1986 году де Вит был вынужден завершить футбольную карьеру из-за кровоизлияния в мозг, случившегося у него во время отдыха в Испании. После неудачного лечения в Швеции стало ясно, что де Вит никогда больше не сможет играть в футбол на профессиональном уровне. Роб перенёс ещё два кровоизлияния в мозг, в 1991 году и в январе 2005 года.
Всего в чемпионате Нидерландов де Вит за четыре сезона провёл 103 матча и забил 23 гола.

### Карьера в сборной
В национальной сборной Нидерландов Роб дебютировал 1 мая 1985 года в мачте квалификационного турнира к чемпионату мира 1986 года против сборной Австрии, матч закончился вничью 1:1. Почти две недели спустя, Роб забил свой первый мяч за сборную, произошло это 14 мая 1985 года в матче против Венгрии, который завершился со счётом 1:0.
Роб также участвовал в матче плей-офф против сборной Бельгии 16 октября 1985 года, Бельгия победила 1:0, а нидерландцы не получили путёвку на чемпионат мира 1986 года.

## Интересный факт
Журналист газеты «De Telegraaf» Ёри ван дер Бискен написал книгу под названием «Трагедии», в книги рассказывается о трагических случаях в жизни футболистов во время их карьеры и после. В книгу вошёл и случай с Робом де Витом.

## Статистика

### Матчи де Вита за сборную Нидерландов
| Матчи де Вита за сборную Нидерландов | Матчи де Вита за сборную Нидерландов | Матчи де Вита за сборную Нидерландов | Матчи де Вита за сборную Нидерландов | Матчи де Вита за сборную Нидерландов | Матчи де Вита за сборную Нидерландов |
| ------------------------------------ | ------------------------------------ | ------------------------------------ | ------------------------------------ | ------------------------------------ | ------------------------------------ |
| №                                    | Дата                                 | Соперник                             | Счёт                                 | Голы де Вита                         | Соревнование                         |
| 1                                    | 1 мая 1985                           | Австрия                              | 1:1                                  | —                                    | Чемпионат мира 1986 (отбор)          |
| 2                                    | 14 мая 1985                          | Венгрия                              | 1:0                                  | 1                                    | Чемпионат мира 1986 (отбор)          |
| 3                                    | 4 сентября 1985                      | Болгария                             | 1:0                                  | 1                                    | Товарищеский матч                    |
| 4                                    | 16 октября 1985                      | Бельгия                              | 0:1                                  | —                                    | Чемпионат мира 1986 (отбор)          |
| 5                                    | 20 ноября 1985                       | Бельгия                              | 2:1                                  | 1                                    | Чемпионат мира 1986 (отбор)          |
| 6                                    | 12 марта 1986                        | ГДР                                  | 1:0                                  | —                                    | Товарищеский матч                    |
| 7                                    | 29 апреля 1986                       | Шотландия                            | 0:0                                  | —                                    | Товарищеский матч                    |
| 8                                    | 14 мая 1986                          | ФРГ                                  | 1:3                                  | —                                    | Товарищеский матч                    |

Итого: 8 матчей / 3 гола; 4 победы, 2 ничьи, 2 поражения.

## Достижения
- Чемпион Нидерландов: 1985